# Hermann Rauber
Hermann Rauber (* 11. November 1948 in Aarau; † 8. Januar 2023) war ein Schweizer Historiker und Sachbuchautor.
Rauber absolvierte ein Lizenziat in Philologie in den Bereichen Geschichtswissenschaft und Publizistik und war von 1975 bis 2013 Redaktor beim Aargauer Tagblatt (seit 1996 Aargauer Zeitung). Er veröffentlichte zahlreiche Publikationen zur Geschichte und Heimatkunde der Stadt Aarau.
Er starb am 8. Januar 2023 im Alter von 74 Jahren.